# Nokere Koerse 2018
La Nokere Koerse 2018 (officiellement Danilith-Nokere Koerse) est la 72e édition de cette course cycliste masculine sur route. Elle a lieu le 14 mars 2018 dans la province de Flandre-Orientale en Belgique, et fait partie du calendrier UCI Europe Tour 2018 en catégorie 1.HC. Elle est remportée au sprint par le Néerlandais Fabio Jakobsen, membre de l'équipe Quick-Step Floors qui obtient ici sa première victoire professionnelle. Il devance le Belge Amaury Capiot (Sport Vlaanderen-Baloise) et le Français Hugo Hofstetter (Cofidis).

## Présentation

### Parcours
Le départ de la course est donné à Deinze et l'arrivée est jugée à Nokere, sur le Nokereberg, après 191,1 km. Les 76 premiers kilomètres amènent le peloton au Nokereberg en passant par Audenarde et par le Tiegemberg. Les coureurs effectuent ensuite quatre tours d'un circuit de 14 km comprenant la montée de la Stokstraat, le secteur pavé de l'Herlegemstraat et le Nokereberg, puis deux tours d'un circuit de 29 km passant par les secteurs pavés de Huisedorp, Huisepontweg et Wannegemdorp, la Stokstraat, le Lange Ast et le Nokereberg. La course présente davantage de routes pavées cette année,,. « La succession des pavés va donner la possibilité à certains coureurs de faire la sélection dans le final », d'après le directeur de course Rony Desloovere, selon lequel cela va « pimenter la course et la rendre plus nerveuse que les autres années sans nécessairement modifier [l']identité » de la Nokere Koerse.

### Équipes
Classée en catégorie 1.HC de l'UCI Europe Tour, la Nokere Koerse est par conséquent ouverte aux WorldTeams dans la limite de 70 % des équipes participantes, aux équipes continentales professionnelles, aux équipes continentales belges et à une équipe nationale belge.
Vingt-trois équipes participent à cette Nokere Koerse : sept WorldTeams, quatorze équipes continentales professionnelles et deux équipes continentales. Le directeur de course Rony Desloovere se dit très satisfait de cette participation étant donné la densité du calendrier World Tour et la réduction des effectifs des « World Teams ».
| WorldTeams (7)- BMC Racing Team - Quick-Step Floors - Lotto Soudal - Bora-Hansgrohe - Katusha-Alpecin - Sky - Team Sunweb Équipes continentales professionnelles (14)- Cofidis, Solutions Crédits - Aqua Blue Sport - Sport Vlaanderen-Baloise - Wanty-Groupe Gobert - Vérandas Willems-Crelan - Delko-Marseille Provence-KTM - CCC Sprandi Polkowice - Direct Énergie - Roompot-Nederlandse Loterij - Vital Concept - Israel Cycling Academy - Hagens Berman Axeon - UnitedHealthcare - WB-Aqua Protect-Veranclassic Équipes continentales (2)- Cibel-Cebon - Tarteletto-Isorex |
| |

## Récit de la course
Une échappée de huit coureurs parvient à prendre plus de dix minutes d'avance. Elle est compose de Martijn Budding (Roompot), Yannick Martinez (Deklo Marseille), Ivo Oliveira (Hagens Berman Axeon), Rob Ruijgh (Tarteletto-Isorex), Simon Sellier (Direct Énergie), Timothy Stevens (Cibel-Cebon), Daniel Turek (Israel Cycling Academy) et Conor Dunne (Aqua Blue Sport). Ce dernier lâche ses compagnons d'échappée alors qu'il reste une quinzaine de kilomètres à parcourir. Il est repris par le peloton à neuf kilomètres de l'arrivée. Entretemps, un groupe de contre s'est formé à l'initiative de Wout van Aert (Verandas Willems-Crelan) et a été rattrapé par le peloton, avec les échappés. Wout van Aert tente à nouveau sa chance dans le final. La victoire se joue toutefois au sprint sur le Nokereberg. Le Néerlandais Fabio Jakobsen (Quick-Step Floors) devance le Belge Amaury Capiot (Sport Vlaanderen-Baloise) et Hugo Hofstetter (Cofidis),,.
Passé professionnel en début d'année chez Quick-Step Floors, Fabio Jakobsen obtient là sa première victoire en carrière, et offre à son équipe son quatorzième succès de la saison. C'est le troisième succès consécutif de Quick-Step dans les semis-classiques belges de ce début de saison, après ceux de Niki Terpstra au Samyn et de Rémi Cavagna sur À travers la Flandre-Occidentale-Johan Museeuw Classique.

## Classements

### Classement final
| \| Classement général \| Classement général \| Classement général \| Classement général \| Classement général \| \| Coureur \| Coureur \| Pays \| Équipe \| Temps \| \| ------------------ \| ------------------- \| ------------------ \| ---------------------------- \| ------------------ \| \| 1er \| Fabio Jakobsen \| Pays-Bas \| Quick-Step Floors \| 4 h 32 min 56 s \| \| 2e \| Amaury Capiot \| Belgique \| Sport Vlaanderen-Baloise \| + 0 s \| \| 3e \| Hugo Hofstetter \| France \| Cofidis, Solutions Crédits \| + 0 s \| \| 4e \| Roy Jans \| Belgique \| Cibel-Cebon \| + 0 s \| \| 5e \| Andrew Fenn \| Royaume-Uni \| Aqua Blue Sport \| + 0 s \| \| 6e \| Baptiste Planckaert \| Belgique \| Katusha-Alpecin \| + 0 s \| \| 7e \| Zakkari Dempster \| Australie \| Israel Cycling Academy \| + 0 s \| \| 8e \| Sean De Bie \| Belgique \| Verandas Willems-Crelan \| + 0 s \| \| 9e \| Maxime Vantomme \| Belgique \| WB-Aqua Protect-Veranclassic \| + 0 s \| \| 10e \| Kamil Gradek \| Pologne \| CCC Sprandi Polkowice \| + 0 s \| |                     |             |                              |                 |
| |                     |             |                              |                 |
| Source : ProCyclingStats |                     |             |                              |                 |
| Classement général |                     |             |                              |                 |
| Coureur | Coureur             | Pays        | Équipe                       | Temps           |
| 1er | Fabio Jakobsen      | Pays-Bas    | Quick-Step Floors            | 4 h 32 min 56 s |
| 2e | Amaury Capiot       | Belgique    | Sport Vlaanderen-Baloise     | + 0 s           |
| 3e | Hugo Hofstetter     | France      | Cofidis, Solutions Crédits   | + 0 s           |
| 4e | Roy Jans            | Belgique    | Cibel-Cebon                  | + 0 s           |
| 5e | Andrew Fenn         | Royaume-Uni | Aqua Blue Sport              | + 0 s           |
| 6e | Baptiste Planckaert | Belgique    | Katusha-Alpecin              | + 0 s           |
| 7e | Zakkari Dempster    | Australie   | Israel Cycling Academy       | + 0 s           |
| 8e | Sean De Bie         | Belgique    | Verandas Willems-Crelan      | + 0 s           |
| 9e | Maxime Vantomme     | Belgique    | WB-Aqua Protect-Veranclassic | + 0 s           |
| 10e | Kamil Gradek        | Pologne     | CCC Sprandi Polkowice        | + 0 s           |

### UCI Europe Tour
La course attribue aux coureurs le même nombre de points pour l'UCI Europe Tour 2018 et le Classement mondial UCI.
| Position           | 1er | 2e  | 3e  | 4e  | 5e | 6e | 7e | 8e | 9e | 10e | 11e | 12e | 13e | 14e | 15e | 16e à 30e | 31e à 40e |
| Classement général | 200 | 150 | 125 | 100 | 85 | 70 | 60 | 50 | 40 | 35  | 30  | 25  | 20  | 15  | 10  | 5         | 3         |